# Анна Торвальдсдоуттир
Анна Сигридюр Торвальдсдоуттир (исл. Anna Sigríður Þorvaldsdóttir; род. 11 июля 1977, Рейкьявик) — исландский композитор.

## Биография
Родилась 11 июля 1977 года.
В детстве стала виолончелисткой. В юности стала писать музыку.
Училась на композитора в Исландской академии искусств, где получила степень бакалавра. Продолжила обучение в Калифорнийском университете в Сан-Диего, где получила степень магистра и доктора (PhD).
25 октября 2011 года выпустила на лейбле Innova Recordings дебютный альбом Rhízōma. За композицию «Dreaming» в 2012 году получила Музыкальную премию Северного Совета.
В 2014 году выпустила на лейбле Deutsche Grammophon альбом Aerial.
4 апреля 2018 года в Линкольн-центре Нью-Йоркский филармонический оркестр под руководством дирижёра Эса-Пекки Салонена впервые исполнил симфоническую поэму «Metacosmos».
24 мая 2019 года Гётеборгский симфонический оркестр под руководством дирижёра Анны-Марии Хельсинг впервые исполнил произведение «Aiōn».
27 января 2021 года в Берлинской филармонии Берлинский филармонический оркестр под руководством дирижёра Кирилла Петренко впервые исполнил произведение «Catamorphosis».
11 августа 2022 года в рамках фестиваля «Променадные концерты Би-би-си» в Альберт-холле Филармонический оркестр Би-Би-Си под управлением Эвы Олликайнен впервые исполнил произведение Archora.
В рамках фестиваля «Променадные концерты Би-би-си» 13 августа 2025 года в Альберт-холле состоится премьера в Великобритании произведения «Before we fall» с участием виолончелиста Йоханнеса Мозера.